# Calcolo di Bohr
Il calcolo di Bohr è un primo tentativo di descrivere le perdite di energia di particelle cariche per ionizzazione. Può essere considerato valido per particelle di massa {\displaystyle M\gg m_{e}} ({\displaystyle m_{e}} massa dell'elettrone), carica {\displaystyle Ze} e velocità non relativistica {\displaystyle v}.

## Derivazione della formula

### Ipotesi di partenza
Per il calcolo si studia l'urto tra la particella e un elettrone del mezzo. L'elettrone si suppone in quiete rispetto alla particella e si valuta la sua variazione di energia dopo l'urto ({\displaystyle \Delta E(b)}) in funzione del parametro di impatto {\displaystyle b}. Si considera perciò il problema a simmetria cilindrica.

### Calcolo
Si considera l'urto dal punto di vista dell'impulso {\displaystyle {\vec {J}}}, essendo {\displaystyle {\vec {\mathcal {E}}}} il campo elettrico:
{\displaystyle {\vec {J}}=\int {\vec {F}}dt=\int e{\vec {\mathcal {E}}}dt=e\int {\mathcal {E}}_{\perp }dt={\frac {e}{v}}\int {\mathcal {E}}_{\perp }dx}
Consideriamo solo la componente trasversale {\displaystyle {\mathcal {E}}_{\perp }} poiché quella longitudinale {\displaystyle {\mathcal {E}}_{\parallel }}, si annulla per simmetria.
Dal teorema del flusso su una superficie di raggio {\displaystyle b} ho:
{\displaystyle \int {\vec {\mathcal {E}}}\cdot {\vec {n}}dS=2\pi b\int {\mathcal {E}}_{\perp }dx={\frac {Q}{\varepsilon _{0}}}\Rightarrow \int {\mathcal {E}}_{\perp }dx={\frac {Ze}{2\pi \varepsilon _{0}b}}}
per cui
{\displaystyle J={\frac {Ze^{2}}{2\pi \varepsilon _{0}b}}\cdot {\frac {1}{v}}={\frac {Ze^{2}}{4\pi \varepsilon _{0}b^{2}}}\cdot {\frac {2b}{v}}=f_{e}\cdot t_{u}}.
Equivalente dunque all'impulso di una forza
{\displaystyle f_{e}={\frac {Ze^{2}}{4\pi \varepsilon _{0}b^{2}}}}
che agisce per un tempo {\displaystyle t_{u}={\frac {2b}{v}}} detto tempo d'urto.
La perdita di energia per l'impatto con l'elettrone è
{\displaystyle \Delta E(b)={\frac {J^{2}}{2m_{e}}}=\left({\frac {Ze^{2}}{4\pi \varepsilon _{0}b}}\right)^{2}\cdot {\frac {2}{m_{e}v^{2}}}}
Considero però che la particella sta attraversando un mezzo materiale e sia {\displaystyle N_{e}} la densità di elettroni in esso. La perdita infinitesima di energia si può valutare come:
{\displaystyle -dE(b)=\Delta E(b)N_{e}\,dV={\frac {4\pi m_{e}c^{2}z^{2}r_{e}^{2}}{\beta ^{2}b}}N_{e}\,db\,dx}
quindi:
{\displaystyle -{\frac {dE(b)}{dx}}=4\pi N_{e}r_{e}^{2}m_{e}c^{2}{\frac {z^{2}}{\beta ^{2}}}\int {\frac {db}{b}}}
A questo punto basta integrare sui possibili valori del parametro di impatto per calcolare la perdita di energia media per ionizzazione di un mezzo materiale. Il problema è che imporre limiti di integrazione {\displaystyle b\rightarrow 0} e {\displaystyle b\rightarrow +\infty } non ha senso perché per {\displaystyle b\rightarrow 0} l'espressione diverge, mentre per {\displaystyle b\rightarrow +\infty } si perde il carattere impulsivo dell'urto, che è alla base del calcolo. Bisogna perciò introdurre due validi limiti di integrazione {\displaystyle b_{min}} e {\displaystyle b_{max}}.

### Stima dei limiti di integrazione
Il limite di integrazione inferiore si può stimare considerando che la massima energia viene trasferita in un urto centrale e che questa è pari a
{\displaystyle \Delta E={\frac {1}{2}}m_{e}(2v)^{2}\longrightarrow 2m_{e}\gamma ^{2}v^{2}}
dove si è considerato il limite relativistico: {\displaystyle v\rightarrow \gamma v\;;\gamma ={\frac {1}{\sqrt {1-\beta ^{2}}}}\;;\beta ={\frac {v}{c}}}.
Allora
{\displaystyle \Delta E(b_{min})={\frac {2Z^{2}e^{4}}{m_{e}{b_{min}}^{2}v^{2}}}=2m_{e}\gamma ^{2}v^{2}\Longrightarrow b_{min}={\frac {Ze^{2}}{m_{e}\gamma v^{2}}}}
Per stimare {\displaystyle b_{max}} considero che gli elettroni sono legati agli atomi e posso semplicisticamente considerarli in rotazione con frequenza {\displaystyle \nu } intorno al nucleo. Perché ci sia perdita di energia devo supporre che durante tutto il passaggio della particella l'elettrone si muova in una regione molto limitata della sua orbita, in modo che il nucleo non ne schermi mai l'interazione con la nostra particella. Perciò impongo che il tempo d'urto {\displaystyle t_{u}} sia
{\displaystyle t_{u}\leq \tau ={\frac {1}{\nu }}}
essendo {\displaystyle t_{u}\simeq {\frac {b}{v}}}; per gli effetti relativistici ho
{\displaystyle t_{u}\rightarrow {\frac {b}{\gamma \nu }}\leq {\frac {1}{\nu }}\Rightarrow b_{max}\leq {\frac {\gamma v}{\overline {\nu }}}}
dove ho utilizzato la frequenza media per considerare tutti gli elettroni atomici.
Si potrebbe obiettare che per {\displaystyle t>1/\nu } l'energia trasferita non sia trascurabile, perciò studio il problema con maggior dettaglio: detto {\displaystyle x} l'asse di moto della particella e {\displaystyle y} l'asse con cui valuto la distanza dell'elettrone dall'asse {\displaystyle x}, posso considerare il moto dell'elettrone descritto da {\displaystyle y=b+d\,\sin(\nu t)} per cui
{\displaystyle v_{y}={\frac {dy}{dt}}=\nu \,d\,\cos(\nu t)}
Se considero che {\displaystyle b\gg d} e che {\displaystyle \theta } è l'angolo con cui l'elettrone vede la particella ho:
{\displaystyle \Delta E=\int F_{y}dy=\int {\frac {Ze^{2}}{y^{2}+v^{2}t^{2}}}{\cos(\theta )}^{2}v_{y}dt=Ze^{2}\nu \,d\,\cos(\theta )\int {\frac {\cos(\nu t)}{y^{2}+v^{2}t^{2}}}dt\;,\;F_{y}={\frac {Ze^{2}}{y^{2}+v^{2}t^{2}}}{\cos(\theta )}^{2}}
Calcolo l'integrale: sia {\displaystyle \mu =\nu \,t} e {\displaystyle a^{2}={\frac {\nu ^{2}y^{2}}{v^{2}}}}. L'integrale diviene:
{\displaystyle \int {\frac {\cos(\nu t)}{y^{2}+v^{2}t^{2}}}dt={\frac {\nu }{v^{2}}}\int _{-\infty }^{+\infty }{\frac {\cos(\mu )}{a^{2}+\mu ^{2}}}={\frac {\nu }{v^{2}}}{\frac {\pi e^{-\mu }}{a}}}
per cui, siccome {\displaystyle \cos \theta \leq 1},
{\displaystyle \Delta E<{\frac {\pi Ze^{2}\nu \,d}{y\,v}}e^{-\nu t}}
Se faccio il limite per {\displaystyle \nu t\gg 1} ottengo {\displaystyle \Delta E\rightarrow 0}, per cui va bene considerare i contributi per i soli {\displaystyle t\simeq {\frac {b}{v}}\gg {\frac {1}{\nu }}}

### Formula di Bohr
La formula di Bohr per il calcolo della perdita di energia nella materia da parte di una particella carica di massa {\displaystyle M\gg m_{e}} è allora:
{\displaystyle -{\frac {dE}{dx}}={\frac {4\pi Z^{2}e^{4}N_{e}}{m_{e}v^{2}}}\ln {\frac {m_{e}\gamma v^{3}}{{\overline {\nu }}Ze^{2}}}}
Questa formula funziona bene per particelle massive come le particella α e nuclei pesanti, mentre non descrive bene le interazioni di protoni a causa degli effetti quantistici. Per una stima più precisa della perdita di energia per ionizzazione di un mezzo da parte di una particella carica bisogna ricorrere alla formula di Bethe.